# Hylaeus theodorei
Hylaeus theodorei är en biart som först beskrevs av Perkins 1912.  Hylaeus theodorei ingår i släktet citronbin, och familjen korttungebin. Inga underarter finns listade i Catalogue of Life.

## Bildgalleri

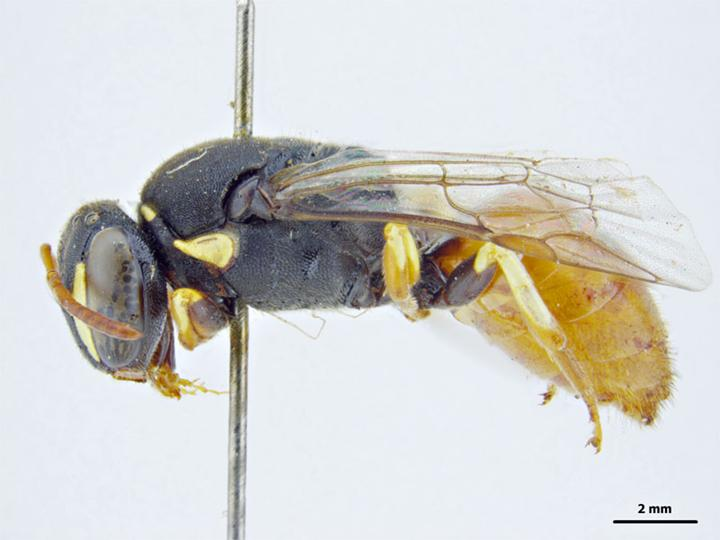
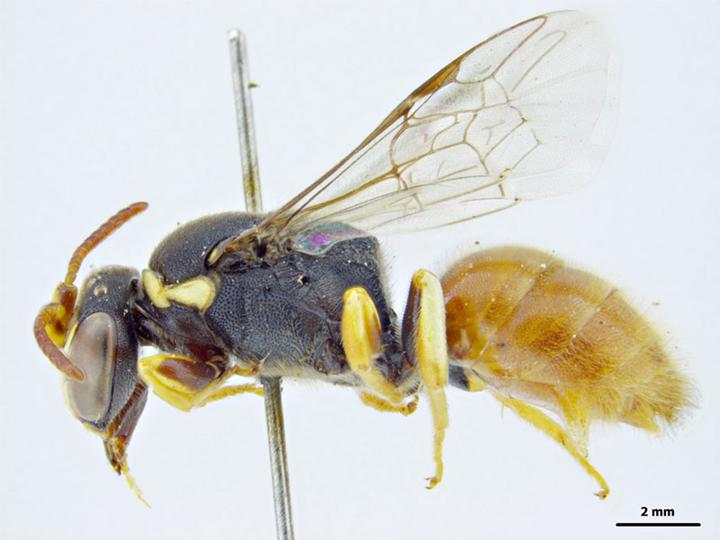